# Echuca Wharf

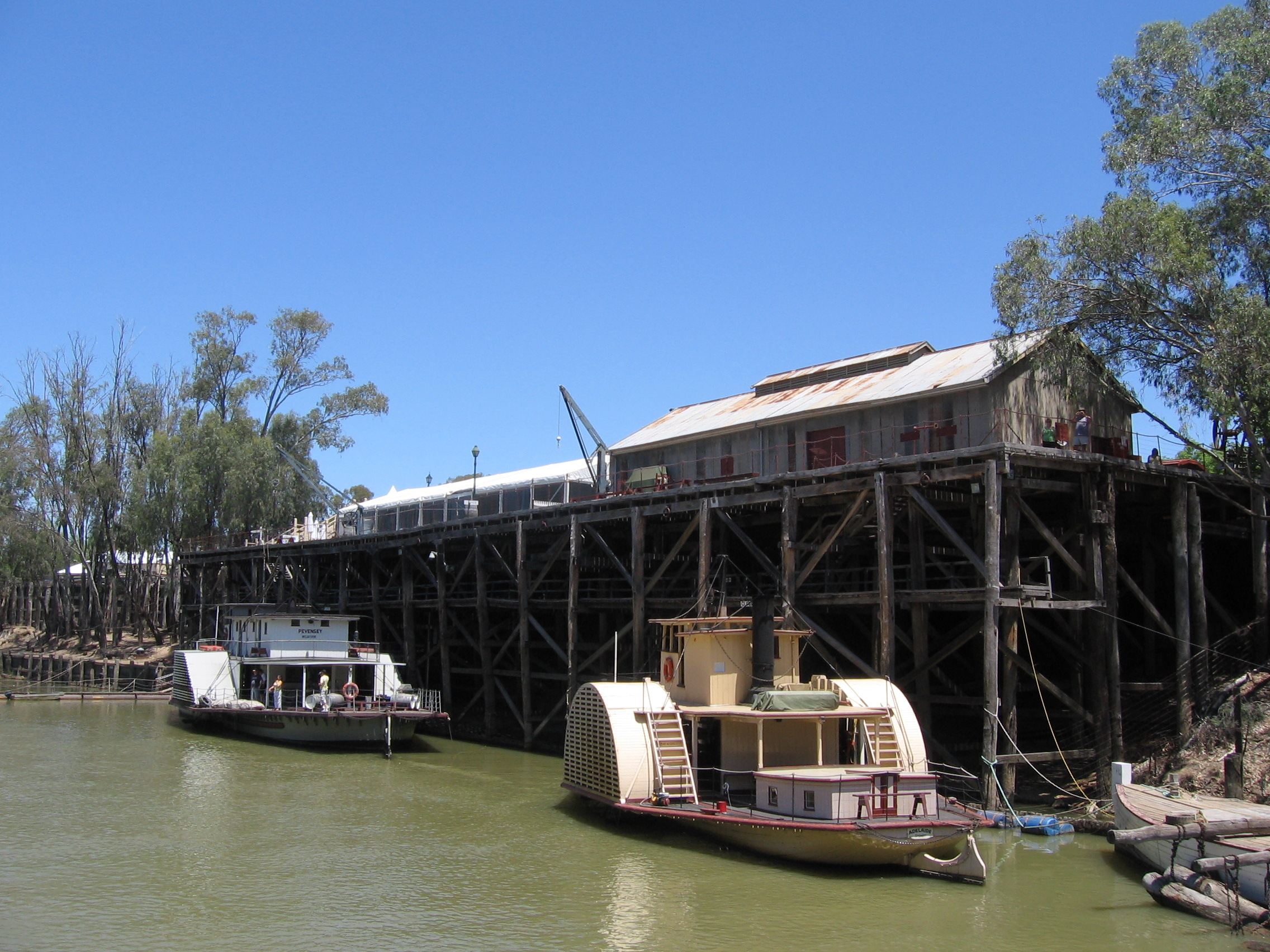
Hafenanlagen Echuca Wharf

Echuca Wharf (deutsch: Echuca-Hafen) ist eine historische aus Holz gebaute Hafenanlage am Murray River bei Echuca in Victoria, Australien. Es war ein bedeutender historischer Hafen, der heute denkmalgeschützt ist.
Der Hafen und eine Eisenbahnlinie wurde zwischen den Jahren von 1865 bis 1867 aus massiven Holz von Red Gums (Corymbia calophylla) gebaut um den Weg für Frachten und Transporte nach Melbourne zu erschließen. Es war 1880 der zweite Hafen von Victoria und eröffnete den Weg in das landwirtschaftliche Gebiet von Riverina zu den Häfen von Melbourne und Adelaide im fruchtbaren Murray-Darling-Becken. In den Hafenanlagen wurden auch Schiffe und Eisenbahnwaggons gebaut und eine Flotte von etwa 240 Raddampfern transportierten in den 1890er Jahren Güter dieses Hafens weiter.
Zwischen 1855 und 1859 wurden verschiedene Schiffstransporte auf dem Murray River, Murrumbidgee und Darling River unternommen, die keine befriedigenden Ergebnisse erbrachten, daher wurde entschieden einen Hafen und eine Eisenbahn zu bauen, auf denen vor allem Rinder, Schafe und Wolle transportiert werden sollten. Der Hafen hatte große Bedeutung für die Entwicklung der Landwirtschaft in der Mitte der 1800er Jahre und das wirtschaftliche Wachstum und die Entwicklung der australischen Kolonien von New South Wales und South Australia. In der Hafenanlage legten in seinen besten Zeiten täglich bis zu hundert Transportschiffe an.
Viele der Bauten der Hafenanlage sind nicht im Original erhalten geblieben. Im Zweiten Weltkrieg wurde das Holz der Hafenanlage für Feuerholz in Melbourne verwendet und dabei bis zu zwei Drittel seiner heutigen Größe abgebaut. 1971 begann die Erhaltung der Bauwerke, Hafen- und Krananlagen. Heute wird der Hafen nur noch von Raddampfern mit Touristen angefahren. Die Hafenanlagen über drei Stockwerke wurden 2007 aufgrund seiner historischen Bedeutung in die Australian National Heritage List eingetragen.